# Limonia yakushimensis
Limonia yakushimensis é uma espécie de mosca da família Limoniidae. A espécie ocorre na região paleártica. L. yakushimensis é conhecido por habitar os corpos frutíferos do fungo Lactarius volemus.